# San Giacomo in Augusta (titre cardinalice)
Le titre cardinalice de San Giacomo in Augusta (Saint Jacques in Augusta en référence à la présence, à proximité de l'église à laquelle est attachée le titre du mausolée d'Auguste) est érigé par le pape François le 22 février 2014. Il est attaché à l'église San Giacomo in Augusta située dans le rione de Campo Marzio, au centre de Rome. 

## Titulaires
| - Chibly Langlois depuis 2014 |